# روريتانيا

روريتانيا هي مملكة خيالية تقع في وسط أوروبا وعاصمتها سترِلسا، وفيها تدور أحداث ثلاث كتب للروائي البريطاني أنتوني هوب الذي اختلق هذه المملكة وهي سجين زندا(1894) و قلب الأميرة أوزرا (1896) و روبرت من هينتزا(1898) في تسلسل زمني مترابط فيها. وأصبحت هذه المملكة مسرحا لروايات وتتمات(سيكول) كتبها كتاب آخرون بينما استلهم اخرون فكرة الكتابة عن بلاد خيالية أخرى من مملكة أنتوني هوب ، كما أُتخذَ اسمها كعنوان واسم لنوع من قصص المغامرات يسمى بقصص الرومانسية الروريتانية، فيما يُستخدم مصطلح روريتانيا أيضا كمثال فرضي في السياق سياسي أو أكاديمي أو في المحاكم لتوضيح موقف أو فكرة أو نظرية ما، وظهرت روريتانيا في أعمال أنتوني هوب بلداً يتحدث أهلها الألمانية ودينهم الكاثوليكية في ظل حكم ملكي مطلق مع اختلافات اجتماعية عميقة عكستها الرواية الأولى.

## أعمال روريتانية
The Prisoner of Zenda (سجين زندا) لأنتوني هوب
The Heart of Princess Osra لأنتوني هوب
Rupert of Hentzau لأنتوني هوب
Aetheric Mechanics لإيقل أورد
The Zenda Vendetta لسايمون هوك